# قائمة مؤلفات نزار قباني
نزار قباني، شاعر سوري، وُلد في 21 آذار (مارس) 1921، في بيتٍ دمشقيّ تقليديّ لأُسرَةٍ عربيَّة دمشقيَّة عريقة، تخرج من كلية الحقوق بالجامعة السورية في عام 1944، والتحق إثر ذلك بوزارة الخارجية السورية التي خدم فيها أكثر من عقدين من الزمن، حيث شغل عددًا من المناصب الدبلوماسية في كل من القاهرة، وأنقرة، ولندن، ومدريد، وبكين وبيروت وهي المحطة الأخيرة في مسيرته الدبلوماسية حيث حط فيها رحاله واستقال في عام 1966، ليتفرغ للشعر ويؤسس فيها دارًا للنشر حملت اسمه. كتب أولى قصائده في عام 1939، حين كان يبلغ من العمر ستة عشر عامًا، وقد أصدر أكثر من أربعين مجموعة شعرية ونثرية ما بين عامي 1944 و1995، أولها «قالت لي السمراء» وخاتمتها «تنويعات نزارية على مقام العشق». اخترع لنفسه لغة خاصة به، سهلة ممتنعة، فأصبح أكثر الشعراء العرب شعبيةً، وشهرةً، وانتشارًا، إذ شاع شعره بين العرب يتناولونه يوميًا مثل الخبز ويرتدونه مثل اللباس على حد وصفهِ. غنيت له عشرات القصائد منذ عام 1953.
اضطرته ظروف الحرب الأهلية اللبنانية إلى مغادرة بيروت في عام 1982، حيث أقام بين سويسرا وبريطانيا، وتوفي في منزله في لندن فجر الخميس في 30 نيسان (أبريل) 1998، ونُقِل جثمانه وشُيّع في دمشق قبل أن يوارى الثرى في الباب الصغير.
تُرجمت العديد من قصائده إلى لغات عدة، منها الإنجليزية والفرنسية والإسبانية والإيطالية، ونال أوسمة وشهادات عالمية مختلفة، منها وسام الاستحقاق الثقافي الإسباني في عام 1964، وجائزة سلطان بن علي العويس للإنجاز العلمي الثقافي في 24 آذار (مارس) 1994، ولُقِب بـ«شاعر لكل الأجيال» في مهرجان أقيم على شرفهِ في بيروت في 1998، احتفاءً به من قبل سعاد الصباح، ضمن احتفالية أقامتها دار سعاد الصباح للنشر بمناسبة صدور كتاب خاص حوله ضم 26 دراسة نقدية و70 شهادة لأدباء وشعراء وأعلام من معاصريه.

## القائمة
القائمة مقسّمة حسب نوع الأعمال إلى شعرية ونثرية ومسرحية، ورُتبت المجموعات والقصائد والنصوص في كل قسم حسب ما جاء في مجموعة الأعمال الكاملة، أضيف إليها ما نُشر لنزار قباني من أعمال بعد وفاته، وأبرز ما كُتِب حوله وحول شعره.

### الأعمال الشعرية

#### الدواوين
| العنوان                           | الغلاف | سنة نشر الطبعة الأولى | دار النشر المدينة، الدولة                                          | ملاحظات | م                  |
| --------------------------------- | ------ | --------------------- | ------------------------------------------------------------------ | --- | ------------------ |
| قالت لي السمراء                   |        | 1944                  | دار الأحد دمشق، سوريا منشورات نزار قباني بيروت، لبنان              | صدرت المجموعة أوّل مرة عن دار الأحد في دمشق، وقدم لها منير العجلاني، وكانت الطبعة الأولى منها 300 نسخة فقط، طبعها نزار على نفقته الخاصة، وقد بيعت في ظرف شهر. | [ 2 ] [ 3 ] [ 4 ]  |
| طفولة نهد                         |        | 1948                  | شركة فن الطباعة للنشر القاهرة، مصر منشورات نزار قباني بيروت، لبنان | نُشرت أول مرة عن شركة فن الطباعة للنشر في القاهرة، ثم لاحقًا عن منشورات نزار قباني. غنيت منها قصيدتان، وهما على الترتيب حسب سنة الإنتاج أول مرة: «طائشة الضفائر»، و«على الدرب». | [ 3 ] [ 4 ] [ 5 ]  |
| سامبا                             |        | 1949                  | دار العلم للملايين القاهرة، مصر منشورات نزار قباني بيروت، لبنان    | قصيدة من 41 بيتًا. عنونت كذلك باسم: «سامبا: رقصة شعرية»، نُشرت أول مرة عن دار العلم للملايين في القاهرة، ثم لاحقًا عن منشورات نزار قباني. | [ 3 ] [ 4 ] [ 6 ]  |
| أنتِ لي                            |        | 1950                  | دار المفيد دمشق، سوريا منشورات نزار قباني بيروت، لبنان             | نُشرت أول مرة عن دار المفيد في دمشق، ثم لاحقًا عن منشورات نزار قباني. غنيت منها أربع قصائد، وهي على الترتيب حسب سنة الإنتاج أول مرة: «كيف كان؟»، و«وشاية»، و«حبيبي»، و«هِرَّة». | [ 3 ] [ 4 ] [ 7 ]  |
| قصائد                             |        | 1956                  | دار الآداب بيروت، لبنان منشورات نزار قباني بيروت، لبنان            | نُشرت أول مرة عن دار الآداب في بيروت، ثم لاحقًا عن منشورات نزار قباني. غنيت منها ست قصائد، وهي على الترتيب حسب سنة الإنتاج أول مرة: «لماذا؟»، و«يا بَيتَها»، و«لا تدخلي»، و«مع جريدة»، و«طوق الياسمين»، و«رسالةُ حبٍّ صغيرة».                                                                      | [ 3 ] [ 4 ] [ 8 ]  |
| حبيبتي                            |        | 1961                  | دار الآداب بيروت، لبنان منشورات نزار قباني بيروت، لبنان            | نُشرت أول مرة عن دار الآداب في بيروت، ثم لاحقًا عن منشورات نزار قباني. غنيت منها سبع قصائد، وهي على الترتيب حسب سنة الإنتاج أول مرة: «أيظنُ»، و«نهر الأحزان»، و«كلمات»، و«يد»، و«حبيتي»، و«شؤون صغيرة»، و«قصة خلافاتنا».                                                                       | [ 3 ] [ 4 ] [ 9 ]  |
| الرسم بالكلمات                    |        | 1966                  | منشورات نزار قباني بيروت، لبنان                                    | باكورة أعمال دار منشورات نزار قباني التي أسسها نزار في عام 1966، حيث أصبحت الدار مسؤولة عن طبع أعماله السابقة واللاحقة. غنيت منها ست قصائد، وهي على الترتيب حسب سنة الإنتاج أول مرة: «ماذا أقول له؟»، و«اِغضَبْ»، و«صباحك سكر»، و«إلى تلميذة»، و«بعد العاصفة»، و«الرسم بالكلمات».              | [ 3 ] [ 4 ] [ 10 ] |
| يوميات امرأة لا مبالية            |        | 1968                  | منشورات نزار قباني بيروت، لبنان                                    | - | [ 3 ] [ 4 ] [ 11 ] |
| قصائد متوحشة                      |        | 1970                  | منشورات نزار قباني بيروت، لبنان                                    | غنيت منها ثلاث عشرة قصيدة، وهي على الترتيب حسب سنة الإنتاج أول مرة: «إلى رَجًل»، و«رسالة من تحت الماء»، و«قارئة الفنجان»، و«أسألكَ الرحيلا»، و«اِختاري»، و«قصيدة الحزن»، و«أعنفُ حُبٍّ عشتُهُ»، و«أُحبُّكِ جدًا»، و«القصيدة المتوحشة»، و«بانتظار سيدتي»، و«يوميات رجل مهزوم»، و«مع بيروتية»، و«أين أذهب؟». | [ 3 ] [ 4 ] [ 12 ] |
| كتاب الحب                         |        | 1970                  | منشورات نزار قباني بيروت، لبنان                                    | غنيت منها قصيدة واحدة، هي «يا رب». | [ 3 ] [ 4 ] [ 13 ] |
| أحلى قصائدي                       |        | 1971                  | منشورات نزار قباني بيروت، لبنان                                    | يضم الديوان مجموعة مختارة من قصائد نزار قباني، انتقاها هو بنفسه، وقد وصف المجموعة على النحو التالي: «أن اختيار بضعة أشجار من غابة، لا يمثل حقيقة الغابة، وأن قطف ثلاثين زهرة، ووضعها في آنية.. فيه ظلم كبير للبستان..»                                                                      | [ 4 ] [ 14 ]       |
| 100 رسالة حب                      |        | 1970                  | منشورات نزار قباني بيروت، لبنان                                    | - | [ 3 ] [ 4 ] [ 15 ] |
| أشعار خارجة على القانون           |        | 1972                  | منشورات نزار قباني بيروت، لبنان                                    | غنيت منها ست قصائد، وهي على الترتيب حسب سنة الإنتاج أول مرة: «جسمُكِ خارطتي»، و«أسئلة إلى الله»، و«التحديات»، و«بريد بيروت»، و«الشجرة»، و«تهويمات صوفية لتكوين امرأة». | [ 3 ] [ 4 ] [ 16 ] |
| أُحبُّك.. أُحبُّكِ والبقية تأتي          |        | 1978                  | منشورات نزار قباني بيروت، لبنان                                    | غنيت منها ثلاث قصائد، وهي على الترتيب حسب سنة الإنتاج أول مرة: «يوميات مريض ممنوع من الكتابة»، و«أحبك.. أحبك والبقية تأتي»، و«تناقضات ن. ق. الرائعة». | [ 3 ] [ 17 ]       |
| إلى بيروت الأنثى مع حبّي           |        | 1978                  | منشورات نزار قباني بيروت، لبنان                                    | كُتِبت في بدايات الحرب الأهلية اللبنانية، ونُشرت في عام 1978. غنيت منها قصيدتان، وهما على الترتيب حسب سنة الإنتاج أول مرة: «يا ست الدنيا يا بيروت»، و«إلى بيروت الأنثى مع الاعتذار». | [ 3 ] [ 18 ]       |
| كل عام وأنتِ حبيبتي                |        | 1977                  | منشورات نزار قباني بيروت، لبنان                                    | غنيت منها قصيدة واحدة، هي «كلَّ عام وأنتِ حبيبي». | [ 3 ] [ 19 ]       |
| أشهد أن لا امرأة إلا أنتِ          |        | 1979                  | منشورات نزار قباني بيروت، لبنان                                    | غنيت منها أربع قصائد، وهي على الترتيب حسب سنة الإنتاج أول مرة: «أشهدُ أن لا امرأة إلا أنتِ»، و«مطر»، و«قولي أُحبُّكَ»، «إلى نصف عاشقة». | [ 3 ] [ 20 ]       |
| هكذا أكتب تاريخ النساء            |        | 1981                  | منشورات نزار قباني بيروت، لبنان                                    | - | [ 3 ] [ 21 ]       |
| قاموس العاشقين                    |        | 1981                  | منشورات نزار قباني بيروت، لبنان                                    | - | [ 3 ] [ 22 ]       |
| قصيدة بلقيس                       |        | 1982                  | منشورات نزار قباني بيروت، لبنان                                    | قصيدة رثائية طويلة، كُتِبت في 15 كانون الأول (ديسمبر) 1981 في بيروت، إثر مقتل زوجته بلقيس الراوي في التفجير الإرهابي الذي ضرب السفارة العراقية في بيروت. خط القصيدة الخطاط محمود علي برجاوي، وصورة بلقيس على الغلاف التُقطت بواسطة المصور الصحفي عبد الرزاق السيّد.                             | [ 3 ] [ 23 ]       |
| أشعار مجنونة                      |        | 1983                  | منشورات نزار قباني بيروت، لبنان                                    | مجموعة من قصائد نزار قباني، اختارها ووضع عناوينها الشاعر والروائي السوري سليم بركات، وقدم لها الباحث والمؤرخ السوري شاكر مصطفى. | [ 3 ] [ 24 ]       |
| الحب لا يقف على الضوء الأحمر      |        | 1985                  | منشورات نزار قباني بيروت، لبنان                                    | غنيت منها ثلاث قصائد، وهي على الترتيب حسب سنة الإنتاج أول مرة: «القرار»، و«أحبك.. أحبك.. وهذا توقيعي»، و«فاطمة في الريف البريطاني». | [ 3 ] [ 25 ]       |
| سيبقى الحبُّ سيدي                   |        | 1987                  | منشورات نزار قباني بيروت، لبنان                                    | غنيت منها قصيدة واحدة، هي «محاولات لقتل امرأة لا تقتل». | [ 3 ] [ 26 ]       |
| الأوراق السرية لعاشق قرمطي        |        | 1989                  | منشورات نزار قباني بيروت، لبنان                                    | - | [ 3 ] [ 27 ]       |
| لا غالب إلا الحب                  |        | 1990                  | منشورات نزار قباني بيروت، لبنان                                    | غنيت منها قصيدتان، وهما على الترتيب حسب سنة الإنتاج أول مرة: «لا غالب إلا الحب»، و«أُحبُّكِ.. حتى ترتفع السماء قليلًا». | [ 3 ] [ 28 ]       |
| هل تسمعين صهيل أحزاني؟            |        | 1991                  | منشورات نزار قباني بيروت، لبنان                                    | - | [ 3 ] [ 29 ]       |
| أنا رجل واحد وأنتِ قبيلة من النساء |        | 1993                  | منشورات نزار قباني بيروت، لبنان                                    | - | [ 3 ] [ 30 ]       |
| خمسون عامًا في مديح النساء         |        | 1994                  | منشورات نزار قباني بيروت، لبنان                                    | غنيت منها قصيدتان، وهما على الترتيب حسب سنة الإنتاج أول مرة: «من قتل مدرس التاريخ؟»، و«حوار مع سفرجلتين». | [ 31 ]             |
| تنويعات نزارية على مقام العشق     |        | 1995                  | منشورات نزار قباني بيروت، لبنان                                    | غنيت منها قصيدتان، وهما على الترتيب حسب سنة الإنتاج أول مرة: «البيان الأخير من الملك شهريار»، و«حب بلا حدود». | [ 32 ]             |
| إضاءات                            |        | 1998                  | منشورات نزار قباني بيروت، لبنان                                    | نُشِر بعد وفاته. | [ 33 ]             |
| أبجدية الياسمين                   |        | 2008                  | منشورات نزار قباني بيروت، لبنان                                    | نُشِر بعد وفاته. | [ 34 ]             |

#### المجموعات السياسية
| العنوان                           | الغلاف | سنة نشر الطبعة الأولى | دار النشر المدينة، الدولة       | ملاحظات | م            |
| --------------------------------- | ------ | --------------------- | ------------------------------- | --- | ------------ |
| لا                                |        | 1970                  | منشورات نزار قباني بيروت، لبنان | نُشرت المجموعة بعد وفاة الرئيس المصري جمال عبد الناصر، وضمّت قصائد عدة في مدحهِ ورثائه، إضافة إلى قصائد سياسية أخرى. وكان عنوانها الأوّل: «لا، بكائية لجمال عبد الناصر وقصائد رافضة». غنيت منها ثلاث قصائد، وهي على الترتيب حسب سنة الإنتاج أول مرة: «طريق واحد»، و«رسالة إلى جمال عبد الناصر»، و«الهرم الرابع».                                 | [ 3 ] [ 4 ]  |
| قصائد مغضوب عليها                 |        | 1986                  | منشورات نزار قباني بيروت، لبنان | غنيت منها قصيدتان، وهما على الترتيب حسب سنة الإنتاج أول مرة: «آخر عصفور يخرج من غرناطة»، و«تقريرٌ سريٌ جدًا من بلاد قمعستان». | [ 3 ] [ 35 ] |
| تزوجتك أيتها الحرية               |        | 1988                  | منشورات نزار قباني بيروت، لبنان | - | [ 3 ] [ 35 ] |
| ثلاثية أطفال الحجارة              |        | 1988                  | منشورات نزار قباني بيروت، لبنان | نُشرت المجموعة في أعقاب الانتفاضة الفلسطينية الأولى التي عُرفت باسم «انتفاضة الحجارة». | [ 36 ]       |
| الكبريت في يدي ودويلاتكم من ورق.. |        | 1989                  | منشورات نزار قباني بيروت، لبنان | غنيت منها قصيدة واحدة، هي «القصيدة الدمشقية». | [ 3 ] [ 37 ] |
| هوامش على الهوامش                 |        | 1991                  | منشورات نزار قباني بيروت، لبنان | نُشرت المجموعة في أعقاب حرب الخليج الثانية، وتضمنت قصيدة «هوامش على دفتر النكسة» وقصائد أخرى، أهمها قصيدة «هوامش على دفتر الهزيمة»، جاء فيها: «في كل عشرين سنة، يأتي إلينا رجل مسلح ليذبح الوحدة في سريرها ويجهض الأحلام». غنيت منها قصيدتان، وهما على الترتيب حسب سنة الإنتاج أول مرة: «إلى أين يذهب موتى الوطن؟»، و«هوامش على دفتر النكسة». | [ 3 ] [ 38 ] |

#### القصائد السياسية
| العنوان                            | سنة نشر الطبعة الأولى | دار النشر المدينة، الدولة                                                | ملاحظات | م             |
| ---------------------------------- | --------------------- | ------------------------------------------------------------------------ | --- | ------------- |
| «إيضاح إلى قراء شعري»              | 1970                  | منشورات نزار قباني بيروت، لبنان                                          | نُشرت ضمن مجموعة «لا، بكائية لجمال عبد الناصر وقصائد رافضة»، وهي المقدمة التي افتتح بها نزار مجلد أعماله السياسية الكاملة، التي نشرها في عام 1981. | [ 39 ]        |
| «خبز وحشيش وقمر»                   | 1954                  | منشورات نزار قباني بيروت، لبنان                                          | كتب نزار قصيدته هذه وهو في لندن، وقد أحدثت ضجة كبيرة في سوريا وصلت أصداؤها إلى مجلس الشعب السوري، حيث طالب بعض النواب بطرده من السلك الدبلوماسي ومحاكمته. | [ 39 ]        |
| «قصة راشيل شوارزنبرغ»              | 1955                  | منشورات نزار قباني بيروت، لبنان                                          | - | [ 39 ]        |
| «رسالة جندي في جبهة السويس»        | 1956                  | منشورات نزار قباني بيروت، لبنان                                          | كُتِبت أثناء العدوان الثلاثي. | [ 39 ]        |
| «جميلة بو حيرد»                    | 1957                  | منشورات نزار قباني بيروت، لبنان                                          | كُتِبت إثر أسر جميلة بو حيرد. | [ 39 ]        |
| «الحب والبترول»                    | 1958                  | منشورات نزار قباني بيروت، لبنان                                          | - | [ 39 ]        |
| «هوامش على دفتر النكسة»            | 1967                  | منشورات نزار قباني بيروت، لبنان                                          | كُتِبت في أعقاب النكسة أو «حرب الأيام الخمسة»، وتعد أشهر قصيدة سياسية لنزار، وقد أثارت ردود فعل واسعة في الوطن العربي، وأحدثت جدلًا كبيرًا بين المثقفين العرب، ولعنف القصيدة صدر قرار بمنع نشر وبيع وتداول دواوين نزار، إضافة إلى منع إذاعة أغانيه في الإذاعة والتلفزيون المصريين، إلى أن ألغي القرار بأمر من الرئيس جمال عبد الناصر. | [ 3 ] [ 39 ]  |
| «الممثلون»                         | -                     | منشورات نزار قباني بيروت، لبنان                                          | - | [ 3 ] [ 39 ]  |
| «الاستجواب»                        | 1968                  | منشورات نزار قباني بيروت، لبنان                                          | - | [ 3 ] [ 39 ]  |
| «فتح»                              | 1968                  | منشورات نزار قباني بيروت، لبنان                                          | كُتِبت في الثناء على حركة التحرر الوطني الفلسطيني (فتح)، بعد معركة الكرامة. | [ 3 ] [ 39 ]  |
| «شعراء الأرض المحتلة»              | 1968                  | منشورات نزار قباني بيروت، لبنان                                          | نُشرت ضمن مجموعة من قصيدتين، هي وقصيدة «القدس»، وقد كُتِبت في الثناء على شعراء فلسطين، وخص في تحيتهِ محمود درويش، وتوفيق زياد، وفدوى طوقان. | [ 3 ] [ 39 ]  |
| «القدس»                            | 1968                  | منشورات نزار قباني بيروت، لبنان                                          | نُشرت ضمن مجموعة من قصيدتين، هي وقصيدة «شعراء الأرض المحتلة». | [ 3 ] [ 39 ]  |
| «منشورات فدائية على جدران إسرائيل» | 1970                  | منشورات نزار قباني بيروت، لبنان                                          | - | [ 3 ] [ 39 ]  |
| «عرس الخيول الفلسطينية»            | 1973                  | منشورات نزار قباني بيروت، لبنان                                          | كُتِبت عن قادة المقاومة الفلسطينية كمال ناصر، وكمال عدوان، وأبي يوسف النجار وزوجته رسمية أبو الخير، الذين اغتيلوا في منازلهم بشارع فردان في العاصمة اللبنانية بيروت بعملية نفذها جهاز الموساد في 10 نيسان (أبريل) 1973، وأصبحت تُعرف باسم عملية فردان.                                                                               | [ 39 ]        |
| «دعوة اصطياف للخامس من حزيران»     | 1972                  | منشورات نزار قباني بيروت، لبنان                                          | كُتِبت في 5 حزيران (يونيو) 1972، في الذكرى الخامسة لنكسة حزيران. | [ 39 ]        |
| «حوار مع أعرابي أضاع فرسه»         | -                     | منشورات نزار قباني بيروت، لبنان                                          | - | [ 39 ]        |
| «جريمة شرف أمام المحاكم العربية»   | -                     | منشورات نزار قباني بيروت، لبنان                                          | - | [ 39 ]        |
| «الحاكم والعصفور»                  | 1970                  | منشورات نزار قباني بيروت، لبنان                                          | نُشرت ضمن مجموعة «لا، بكائية لجمال عبد الناصر وقصائد رافضة». | [ 39 ]        |
| «الوصية»                           | 1970                  | منشورات نزار قباني بيروت، لبنان                                          | نُشرت ضمن مجموعة «لا، بكائية لجمال عبد الناصر وقصائد رافضة». | [ 39 ]        |
| «الخطاب»                           | -                     | منشورات نزار قباني بيروت، لبنان                                          | - | [ 39 ]        |
| «بانتظار غودو»                     | 1970                  | منشورات نزار قباني بيروت، لبنان                                          | نُشرت ضمن مجموعة «لا، بكائية لجمال عبد الناصر وقصائد رافضة». | [ 39 ]        |
| «مورفين»                           | 1970                  | منشورات نزار قباني بيروت، لبنان                                          | نُشرت ضمن مجموعة «لا، بكائية لجمال عبد الناصر وقصائد رافضة». | [ 39 ]        |
| «قراءة أخيرة على أضرحة المجاذيب»   | 1970                  | منشورات نزار قباني بيروت، لبنان                                          | نُشرت ضمن مجموعة «لا، بكائية لجمال عبد الناصر وقصائد رافضة». | [ 39 ]        |
| «حوار مع ملك المغول»               | 1970                  | منشورات نزار قباني بيروت، لبنان                                          | نُشرت ضمن مجموعة «لا، بكائية لجمال عبد الناصر وقصائد رافضة». | [ 39 ]        |
| «إلى الجندي العربي المجهول»        | 1970                  | منشورات نزار قباني بيروت، لبنان                                          | كُتِبت في ذكرى عبد المنعم رياض رئيس أركان القوات المسلحة المصرية الذي قُتِل في إحدى المعارك خلال حرب الاستنزاف. | [ 39 ]        |
| «طريق واحد»                        | 1970                  | منشورات نزار قباني بيروت، لبنان                                          | نُشرت ضمن مجموعة «لا، بكائية لجمال عبد الناصر وقصائد رافضة». | [ 39 ]        |
| «لصوص المتاحف»                     | 1970                  | منشورات نزار قباني بيروت، لبنان                                          | نُشرت ضمن مجموعة «لا، بكائية لجمال عبد الناصر وقصائد رافضة». | [ 39 ]        |
| «تعريف غير كلاسيكي للوطن»          | 1970                  | منشورات نزار قباني بيروت، لبنان                                          | نُشرت ضمن مجموعة «لا، بكائية لجمال عبد الناصر وقصائد رافضة». | [ 39 ]        |
| «خطاب شخصي إلى شهر حزيران»         | 1970                  | منشورات نزار قباني بيروت، لبنان                                          | نُشرت ضمن مجموعة «لا، بكائية لجمال عبد الناصر وقصائد رافضة». | [ 39 ]        |
| «قصيدة اعتذار لأبي تمام»           | 1971                  | منشورات نزار قباني بيروت، لبنان                                          | ألقيت في مهرجان أبي تمام بالموصل في كانون الأول (ديسمبر) 1971. | [ 39 ]        |
| «جمال عبد الناصر»                  | 1970                  | منشورات نزار قباني بيروت، لبنان                                          | كُتِبت في رثاء جمال عبد الناصر، ونُشرت ضمن مجموعة «لا، بكائية لجمال عبد الناصر وقصائد رافضة». | [ 39 ]        |
| «الهرم الرابع»                     | 1970                  | منشورات نزار قباني بيروت، لبنان                                          | كُتِبت في رثاء جمال عبد الناصر، ونُشرت ضمن مجموعة «لا، بكائية لجمال عبد الناصر وقصائد رافضة». | [ 39 ]        |
| «رسالة إلى جمال عبد الناصر»        | 1970                  | منشورات نزار قباني بيروت، لبنان                                          | كُتِبت في 25 تشرين الأول (أكتوبر) 1970 لرثاء جمال عبد الناصر، ونُشرت ضمن مجموعة «لا، بكائية لجمال عبد الناصر وقصائد رافضة». | [ 39 ]        |
| «إليه في يوم ميلاده»               | 1971                  | منشورات نزار قباني بيروت، لبنان                                          | ألقيت في ذكرى ميلاد جمال عبد الناصر في 15 كانون الثاني (يناير) 1971، في أول حفل عقد لاستذكاره بعد وفاته بأشهر. | [ 39 ]        |
| «إفادة في محكمة الشعر»             | 1969                  | منشورات نزار قباني بيروت، لبنان                                          | ألقيت في مهرجان الشعر في دورته التاسعة في بغداد في نيسان (أبريل) 1969. | [ 3 ] [ 39 ]  |
| «من مفكرة عاشق دمشقي»              | 1971                  | منشورات نزار قباني بيروت، لبنان                                          | ألقيت في مهرجان الشعر في دمشق في كانون الأول (ديسمبر) 1971. | [ 39 ]        |
| «ترصيع بالذهب على سيف دمشقي»       | 1973                  | منشورات نزار قباني بيروت، لبنان                                          | نُشرت في 1975 ضمن مجموعة من قصيدتين، هي وقصيدة «حوار ثوري مع طه حسين». | [ 39 ]        |
| «ملاحظات في زمن الحب والحرب»       | 1973                  | منشورات نزار قباني بيروت، لبنان                                          | كُتِبت أثناء حرب تشرين، ابتهاجًا بمآلاتها بعد نكسة حزيران. | [ 39 ]        |
| «حوار ثوري مع طه حسين»             | -                     | منشورات نزار قباني بيروت، لبنان                                          | نُشرت في 1975 ضمن مجموعة من قصيدتين، هي وقصيدة «ترصيع بالذهب على سيف دمشقي». | [ 39 ]        |
| «مرسوم بإقالة خالد بن الوليد»      | 1977                  | منشورات نزار قباني بيروت، لبنان                                          | نُشرت في 1979 ضمن مجموعة من قصيدتين، هي وقصيدة «مواويل دمشقية إلى قمر بغداد». | [ 39 ] [ 40 ] |
| «مواويل دمشقية إلى قمر بغداد»      | 1979                  | منشورات نزار قباني بيروت، لبنان                                          | ألقيت في المهرجان الذي أقامه الاتحاد العام لنساء العراق في بغداد في 10 شباط (فبراير) 1979، تحت شعار «من أجل شعر يترجم طموحات الأمة في وحدتها»، ثم نُشرت في العام نفسه ضمن مجموعة من قصيدتين، هي وقصيدة «مرسوم بإقالة خالد بن الوليد».                                                                                              | [ 39 ] [ 40 ] |
| «موال دمشقي»                       | -                     | منشورات نزار قباني بيروت، لبنان                                          | - | [ 39 ]        |
| «موال بغدادي»                      | 1962                  | منشورات نزار قباني بيروت، لبنان                                          | كُتِبت في 8 آذار (مارس) 1962، ببغداد. | [ 39 ]        |
| «مذكرات أندلسية»                   | 1955                  | منشورات نزار قباني بيروت، لبنان                                          | قصيدة في الأندلس، من ست لوحات، كُتِبت بين مدريد، وغرناطة، وإشبيلية، ووقرطبة، ما بين 5 و18 آب (أغسطس) 1955. | [ 39 ]        |
| «أوراق إسبانية»                    | 1962-66               | منشورات نزار قباني بيروت، لبنان                                          | إحدى عشرة لوحة في الأندلس، كتبت ما بين عامي 1962 و1966. | [ 39 ]        |
| «أحزان في الأندلس»                 | 1964                  | منشورات نزار قباني بيروت، لبنان                                          | قصيدة في الأندلس، كُتِبت في مدريد عام 1964. | [ 39 ]        |
| «غرناطة»                           | 1965                  | منشورات نزار قباني بيروت، لبنان                                          | قصيدة في الأندلس، كُتِبت في غرناطة عام 1965، وتعد من أشهر قصائده الأندلسية. | [ 39 ]        |
| «يا ست الدنيا يا بيروت»            | 1976-78               | منشورات نزار قباني بيروت، لبنان                                          | كُتِبت في بدايات الحرب الأهلية اللبنانية، ونُشرت في عام 1978، ضمن مجموعة بعنوان «إلى بيروت الأنثى مع حبي». | [ 39 ]        |
| «سبع رسائل ضائعة في بريد بيروت»    | 1976-78               | منشورات نزار قباني بيروت، لبنان                                          | كُتِبت في بدايات الحرب الأهلية اللبنانية، ونُشرت في عام 1978، ضمن مجموعة بعنوان «إلى بيروت الأنثى مع حبي». | [ 39 ]        |
| «بيروت محظيتكم.. بيروت حبيبتي»     | 1976-78               | منشورات نزار قباني بيروت، لبنان                                          | كُتِبت في بدايات الحرب الأهلية اللبنانية، ونُشرت في عام 1978، ضمن مجموعة بعنوان «إلى بيروت الأنثى مع حبي». | [ 39 ]        |
| «إلى بيروت الأنثى مع الاعتذار»     | 1976-78               | منشورات نزار قباني بيروت، لبنان                                          | كُتِبت في بدايات الحرب الأهلية اللبنانية، ونُشرت في عام 1978، ضمن مجموعة بعنوان «إلى بيروت الأنثى مع حبي». | [ 39 ]        |
| «أنا يا صديقةُ متعبٌ بعروبتي»        | 1980                  | منشورات نزار قباني بيروت، لبنان                                          | ألقيت في المهرجان الذي أقامته الأمانة العامة لجامعة الدول العربية في تونس العاصمة في 22 آذار (مارس) 1980، بمناسبة مرور خمسة وثلاثين عامًا على تأسيس الجامعة العربية. | [ 39 ]        |
| «السيرة الذاتيّة.. لسيّاف عربي»      | 1987                  | منشورات رياض الريس لندن، المملكة المتحدة منشورات نزار قباني بيروت، لبنان | قصيدة منفردة. | [ 3 ] [ 35 ]  |

### الأعمال النثرية
| العنوان                              | الغلاف | سنة نشر الطبعة الأولى | دار النشر المدينة، الدولة                                                | ملاحظات | م                         |
| ------------------------------------ | ------ | --------------------- | ------------------------------------------------------------------------ | --- | ------------------------- |
| الشعر قنديل أخضر                     |        | 1963                  | منشورات نزار قباني بيروت، لبنان                                          | يضم الكتاب مجموعة من المقالات التي تناقش قضايا الشعر العربي المعاصر.                                                                                                 | [ 3 ] [ 4 ] [ 35 ] [ 41 ] |
| قصتي مع الشعر                        |        | 1970                  | منشورات رياض الريس لندن، المملكة المتحدة منشورات نزار قباني بيروت، لبنان | سيرة ذاتية. | [ 3 ] [ 35 ] [ 41 ]       |
| عن الشعر والجنس والثورة              |        | 1971                  | منشورات نزار قباني بيروت، لبنان                                          | حوار طويل مع نزار، أجراه منير العكش. | [ 3 ] [ 35 ] [ 41 ]       |
| المرأة في شعري وفي حياتي             |        | 1975                  | منشورات نزار قباني بيروت، لبنان                                          | يضم الكتاب مجموعة من الحوارات التي أجريت مع نزار. | [ 3 ] [ 35 ] [ 41 ]       |
| الكتابة عمل انقلابي                  |        | 1975                  | منشورات نزار قباني بيروت، لبنان                                          | يضم الكتاب مجموعة من المقالات في فن الكتابة، نشرها نزار في مجلة «الأسبوع العربي» اللبنانية ما بين عامي 1973 و1975.                                                   | [ 35 ]                    |
| شيء من النثر                         |        | 1979                  | منشورات نزار قباني بيروت، لبنان                                          | يضم الكتاب مجموعة من المقالات التي نشرها نزار في مجلة «الحوادث» اللبنانية ما بين عامي 1977 و1978.                                                                    | [ 35 ]                    |
| ما هو الشعر؟                         |        | 1981                  | منشورات نزار قباني بيروت، لبنان                                          | مقال طويل، يتحدث فيه نزار عن الشعر والعرب والشعراء وعن نفسه. | [ 35 ] [ 42 ] [ 43 ]      |
| العصافير لا تطلب تأشيرة دخول         |        | 1983                  | منشورات نزار قباني بيروت، لبنان                                          | مجموعة منتقاة من الكلمات التي كان نزار قد افتتح بها أمسياته الشعرية.                                                                                                 | [ 42 ]                    |
| والكلمات تعرف الغضب                  |        | 1983                  | منشورات نزار قباني بيروت، لبنان                                          | يضم الكتاب مجموعة من المقالات السياسية التي كتبها نزار بعد الاجتياح الإسرائيلي للبنان في عام 1982، وهي موزعة على مجلدين، كل واحد منهما يحتوي على 13 مقالة.           | [ 44 ]                    |
| لعبتُ بإتقان وها هي مفاتيحي..         |        | 1990                  | منشورات رياض الريس لندن، المملكة المتحدة منشورات نزار قباني بيروت، لبنان | يضم الكتاب مجموعة من الحوارات التي أجريت مع نزار. | [ 35 ] [ 42 ] [ 45 ]      |
| بيروت.. حرية لا تشيخ...              |        | 1992                  | منشورات نزار قباني بيروت، لبنان                                          | المقدمة التي افتتح بها نزار أمسيته الشعرية في 7 كانون الأوّل (ديسمبر) 1992 في «أسمبلي هول» (بالإنجليزية: Assembly Hall)‏ القاعة الشهيرة في الجامعة الأمريكية في بيروت. | [ 42 ]                    |
| دمشق نزار قباني                      |        | 1999                  | منشورات نزار قباني بيروت، لبنان                                          | نُشِر بعد وفاته. | [ 34 ]                    |
| من أوراقي المجهولة؛ سيرة ذاتية ثانية |        | 2000                  | دار الآداب بيروت، لبنان منشورات نزار قباني بيروت، لبنان                  | يضم الكتاب، سيرة ذاتية ثانية، وهي آخر ما كتب نزار من نثريات نشرها جمعيها في جريدة الحياة اللندنية. قدمت للسيرة ابنته هدباء، وقد نُشر الكتاب بعد وفاته.                | [ 46 ]                    |

### الأعمال المسرحية
| العنوان                        | الغلاف | سنة نشر الطبعة الأولى | دار النشر المدينة، الدولة       | ملاحظات | م             |
| ------------------------------ | ------ | --------------------- | ------------------------------- | --- | ------------- |
| جمهورية جنونستان (لبنان سابقًا) |        | 1988                  | منشورات نزار قباني بيروت، لبنان | مسرحية من ثلاثة فصول، وهي المسرحية الوحيدة التي كتبها ونشرها نزار قباني إبّان حياته، ولا يُعرف إن كانت له أعمال مسرحية أخرى غير منشورة. | [ 42 ] [ 47 ] |

## مؤلفات حوله
| العنوان (المؤلف)                                               | الغلاف | سنة نشر الطبعة الأولى | دار النشر المدينة، الدولة             | ملاحظات | م      |
| -------------------------------------------------------------- | ------ | --------------------- | ------------------------------------- | --- | ------ |
| نزار قبّاني شاعرًا وإنسانًا (محيي الدين صبحي)                     |        | 1958                  | دار الآداب بيروت، لبنان               | دراسة أدبية في شعر نزار قباني، نُشرت طبعة محدثة أولى عنها (طالع الغلاف) في عام 2000 عن دار الخيال في بيروت. | [ 48 ] |
| الكيان الشعري عند نزار قبّاني (محيي الدين صبحي)                 |        | 1977                  | دار الطليعة بيروت، لبنان              | دراسة أدبية في شعر نزار قباني، نُشرت طبعة محدثة أولى عنها في عام 1999 عن دار الخيال في بيروت، وذلك تحت عنوان: «الكيان الشعري عند نزار قبّاني» (طالع الغلاف)، وهي بتقديم نزار قباني.                                                        | [ 50 ] |
| النرجسيَّة في أدب نزار قبّاني (خريستو نجم)                        |        | 1983                  | دار الرائد العربي بيروت، لبنان        | رسالة قُدمت لجامعة القديس يوسف للحصول على درجة الدكتوراه بالآداب. | [ 51 ] |
| نزار قبّاني شاعرٌ لكلِّ الأجيال (مجموعة مؤلفين بإشراف سعاد الصباح) |        | 1998                  | دار سعاد الصباح للنشر والتوزيع الكويت | كتاب خاص حول نزار وشعره ضم 26 دراسة نقدية و70 شهادة لأدباء وشعراء وأعلام من معاصريه، كشف عنه في مهرجان أقيم على شرف نزار قباني في بيروت في 1998، احتفاءً به من قبل سعاد الصباح، ضمن احتفالية أقامتها دار سعاد الصباح للنشر بهذه المناسبة. | [ 52 ] |
| الأبعاد الشعريَّة عند نزار قبّاني (جورج مسعد)                     |        | 2003                  | غير معروف                             | دراسة أدبية في شعر نزار قباني، وهي بعنوان: «الأبعاد الشعرية عند نزار قباني في التسعينات 1990-1998»، تناول فيها المؤلف موضعين شغلا الشاعر، وهما المرأة والأرض.                                                                            | [ 53 ] |